# Invereen

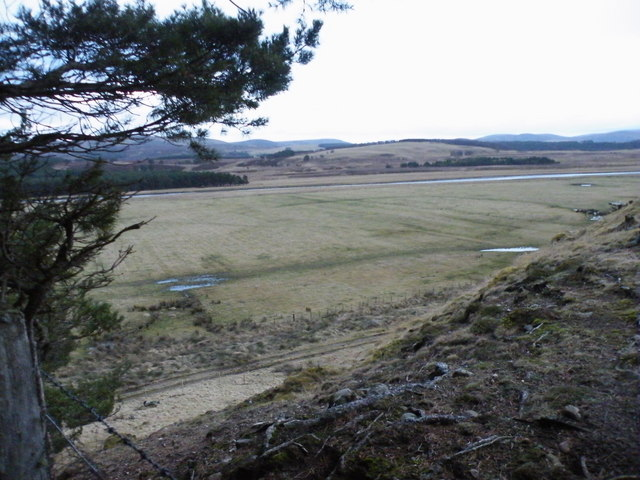
Der River Findhorn bei Invereen

Invereen ist eine kleine Ortschaft, die südöstlich von Inverness in der Region Highland im Norden von Schottland liegt. Im Rahmen der historischen Gliederung Schottlands in Civil Parishes zählt es zu Moy and Dalarossie, das zu Inverness-shire gehörte.

## Geographie
Invereen liegt im Tal Strathdearn oberhalb des nordwestlichen, linken Ufers des Flusses River Findhorn. Es umfasst einen Bauernhof, den mit der Familie Dunbar die bis 1989 letzte rein schottisch spechende Familie des Highlands besaß. Das Umfeld liegt in einem ländlichen Umfeld und keine hervorgehobene Bedeutung. Etwas südlich hiervon wurde mit dem Invereen Stone ein Piktischer Symbolstein entdeckt.

## Verkehr
Verkehrstechnisch zu erreichen ist Invereen über eine kurze Nebenstraße, die nördlich von Tomatin von der A9 in nordöstlicher Richtung abzweigt und im Ort endet.